# پالتوگا

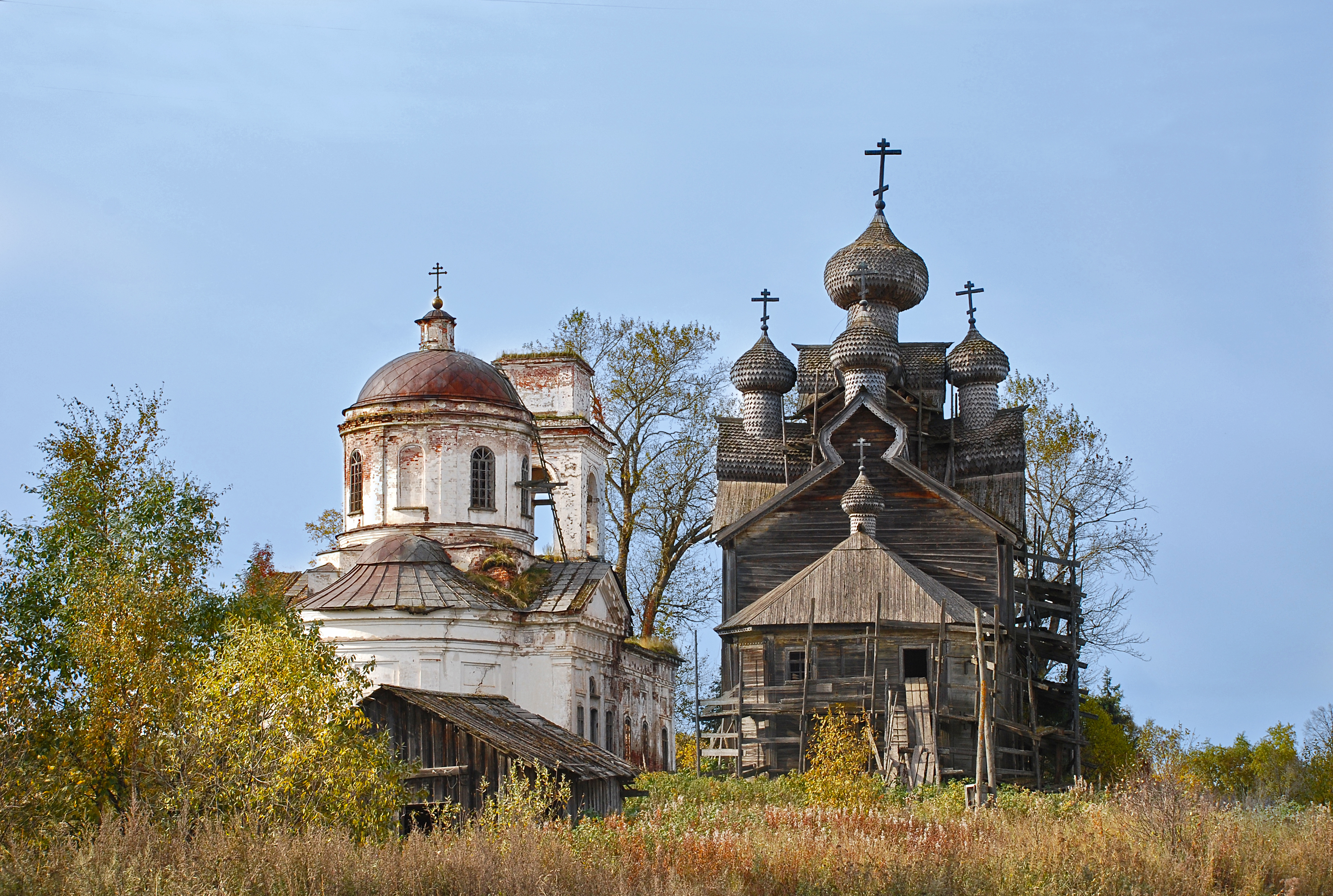
کلیساهای پالتوگا

پالتوگا یک روستا در غرب روسیه است. این روستا در استان ولوگدا قرار داشته و بر اساس سرشمارس سال ۲۰۰۲ این روستا ۲۹۵ سکنه دارد. این روستا در سال ۲۰۰۱ به وجود آمد.